# أحداث 2013 في مصر

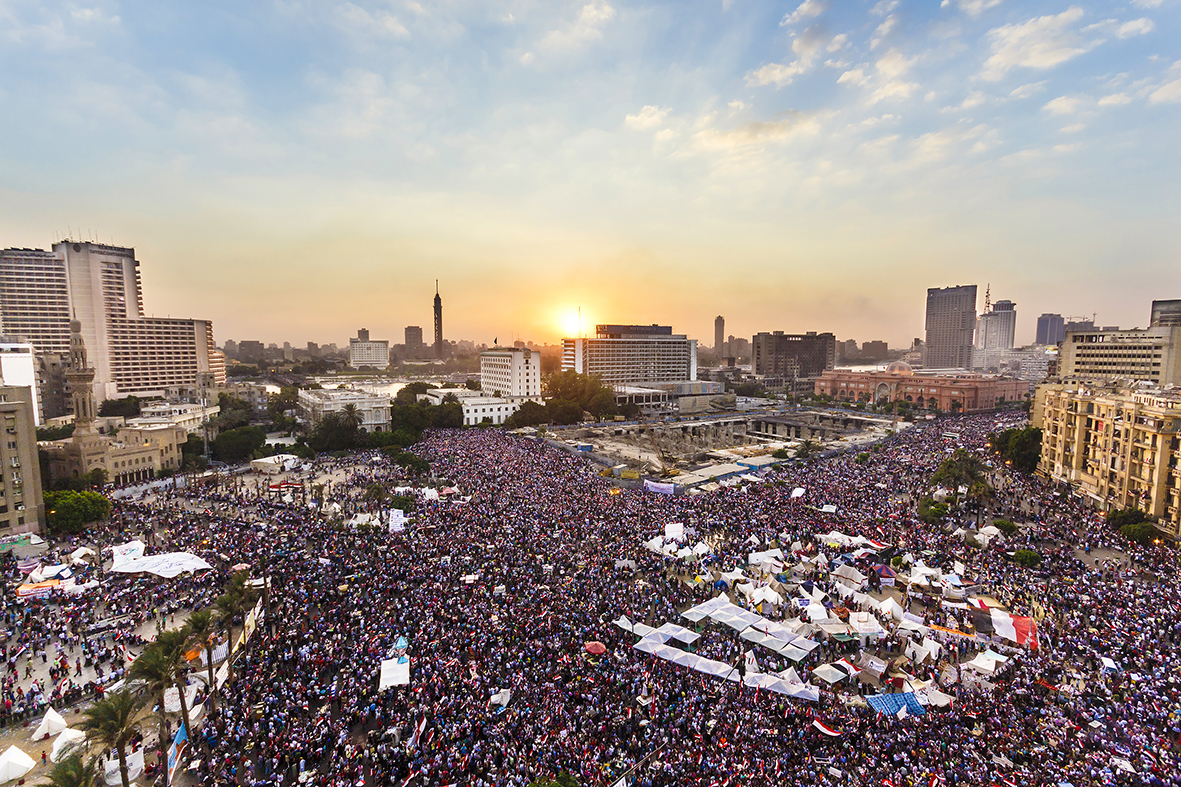
الآلاف من المتظاهرين يحتشدون في ميدان التحرير ضد محمد مرسي.

هي الأحداث التابعة لوصول جماعة الإخوان المسلمين في مصر لسدة الحكم عن طريق مرشحها للرئاسة محمد مرسي الذي فاز بانتخابات الرئاسة المصرية 2012. كان أبرز تلك الأحداث مظاهرات 30 يونيو التي نظمتها أحزاب وحركات معارضة للرئيس محمد مرسي «وقتها» في عدة محافظات مطالبة برحيله عن السلطة بعد أن أمضى عاما واحدا في الحكم. في 3 يوليو 2013 أعلن وزير الدفاع «وقتها» الفريق أول / عبد الفتاح السيسي عزل محمد مرسي، وتعطيل العمل بدستور 2012، وتسليم السلطة لرئيس المحكمة الدستورية العليا المستشار / عدلي منصور، وأُعلن عن عدة إجراءات صحبت ذلك عُرِفت بخارطة الطريق أيدها المعارضون لمرسي، واعتبروا ذلك تأييداً لمطالب ثورة شعبية. بينما اتُهمت تلك الإجراءات من قبل المؤيدين لمحمد مرسي وجزء من المُجتمع الدولي بأنها انقلاب عسكري. واعتبره البعض الآخر استجابة «للمطالب الشعبية». ورسمياً في مصر يوم 30 يونيو هو أجازة رسمية سنوية بمناسبة ذكرى ثورة 30 يونيو.

## أبرز الأحداث السابقة في عامي 2011-2012
بعد قيام ثورة 25 يناير وتنحي الرئيس مبارك عن السلطة في 11 فبراير 2011 وتكليفه للمجلس الأعلى للقوات المسلحة بإدارة شئون البلاد، أصدر المجلس الإعلان الدستوري الأول في 13 فبراير 2011 الذي نص على التزام المجلس بإجراء انتخابات تشريعية ورئاسية تلاها صدور قرار المجلس في 14 فبراير 2011 بتشكيل لجنة لتعديل الدستور لضمان ديمقراطية الانتخابات المقرر إجرائها.
وفي 19 مارس 2011 أجري الاستفتاء على تلك التعديلات وجاءت نتيجته بالإيجاب بنسبة 77% بنعم. وعلى ذلك أجريت انتخابات مجلس الشعب على ثلاث مراحل، وأعلنت نتائجها في 21 يناير 2012 والتي حازت فيها الأحزاب ذات التوجه الديني الإسلامي على الأغلبية حيث حصل حزب الحرية والعدالة على 127 مقعداً، تلاه حزب النور الذي حصل على 96 مقعداً. وكذلك حازت نفس الأحزاب على الأغلبية في انتخابات مجلس الشورى التي أعلنت نتائجها في 25 فبراير 2012 والتي حصل فيه حزب الحرية والعدالة على 56 مقعداً، فيما حلّ حزب النور ثانياً بحصوله على 38 مقعداً. وذلك بخلاف الأصوات التي حصدتها التحالفات التي شكلها الحزبان وهما التحالف الديموقراطي بقيادة حزب الحرية والعدالة، والتحالف الإسلامي بقيادة حزب النور. في 25 مارس 2012 قام مجلسا الشعب والشورى بانتخاب أعضاء لجنة المائة المنوط بها وضع الدستور المصري الجدي، والتي ضمت 50 نائباً برلمانياً من مجلسي الشعب والشورى، و50 شخصية من خارج البرلمان. في 10 أبريل 2012 قضت محكمة القضاء الإداري بوقف تنفيذ قرار مجلسي الشعب والشورى بتشكيل اللجنة التأسيسية للدستور. في 13 يونيو 2012 انتخب أعضاء مجلسي الشعب والشورى أعضاء الجمعية التأسيسية للدستور للمرة الثانية واختير رئيساً لها المستشار / حسام الغرياني. في 16 يونيو 2012 أصدر المشير / حسين طنطاوي رئيس المجلس الأعلى للقوات المسلحة القرار قرار رقم 350 لسنة 2012 باعتبار مجلس الشعب منحلاً اعتباراً من 15 يونيو 2012، تنفيذاً لحكم المحكمة الدستورية العليا الصادر في 14 يونيو 2012 الذي أكد أن المجلس غير قائم بقوة القانون نظراً لعدم دستورية القانون الذي انتخب على أساسه.

### الانتخابات الرئاسية (23-24 مايو 2012)
في 23 و24 مايو 2012 أدلى المصريون بأصواتهم بالجولة الأولي من انتخابات الرئاسة التي شارك فيها 13 مرشحاً ونتج عنها حصول محمد مرسي على المركز الأول من مجموع الأصوات فيما حل أحمد شفيق في المرتبة الثانية. في 16 و17 يونيو أقيمت الجولة الثانية من الانتخابات وفي 24 يونيو 2012 أعلنت اللجنة العليا للانتخابات الرئاسية على لسان رئيسها المستشار / فاروق سلطان فوز محمد مرسي في انتخابات الرئاسة أمام أحمد شفيق. وفي 30 يونيو 2012 حلف محمد مرسي اليمين الدستورية أمام الجمعية العامة للمحكمة الدستورية العليا ليبدأ فترة رئاسته كخامس رؤساء جمهورية مصر العربية.

### أزمة مجلس الشعب (8 يوليو 2012)
في 8 يوليو 2012 أصدر محمد مرسي القرار الجمهوري رقم 11 لسنة 2012 الذي نص على سحب القرار رقم 350 لسنة 2012 باعتبار مجلس الشعب منحلاً، ودعوته للانعقاد لممارسة اختصاصاته وفق المادة 33 المنصوص عليها من الإعلان الدستوري الصادر في 30 مارس 2011. في 10 يوليو 2012 قضت المحكمة الدستورية العليا برئاسة المستشار / ماهر البحيري بوقف تنفيذ قرار عودة مجلس الشعب المنحل للانعقاد والصادر من الرئيس محمد مرسي، وأمرت بتنفيذ الحكم بمسودته.

### أزمة إقالة النائب العام (11 أكتوبر 2012)
في 11 أكتوبر 2012 صدر قرار جمهوري بتعيين النائب العام المستشار / عبد المجيد محمود، سفيراً لمصر لدى الفاتيكان، على أن يقوم أحد مساعديه بأعمال النائب العام. وهو المنصب الذي رفضه النائب العام وأعلن أنه مازال في منصبه ولم يرضخ للإقالة. وهو ما اعتبره القضاة تعدياً على السلطة القضائية، وعلى القانون الذي يحصن منصب النائب العام من الإقالة.

### أزمة الإعلان الدستوري (21 نوفمبر 2012)
في 21 نوفمبر 2012 أصدر محمد مرسي إعلاناً دستورياً، يقضي بمنع حل مجلس الشورى أو الجمعية التأسيسية، ويحصن قرارات رئيس الجمهورية، ويجعلها نهائية ونافذة، ولا يمكن الطعن عليها أمام أي جهة قضائية. كما أصدر قرار في نفس اليوم بتعيين المستشار / طلعت إبراهيم نائباً عاماً لمدة 4 سنوات.

### اجتماع القرية الأوليمبي بين الجيش والشرطة (22 نوفمبر 2012)
في 22 نوفمبر 2012 شهدت القرية الأوليمبية للدفاع الجوي بالتجمع الخامس حفل العشاء الذي أقامته القوات المسلحة بحضور الفريق أول / عبد الفتاح السيسى القائد العام للقوات المسلحة وزير الدفاع والإنتاج الحربي، واللواء أحمد جمال الدين وزير الداخلية، وكبار ضباط القوات المسلحة والشرطة. وخاطب الفريق أول / عبد الفتاح السيسي الحضور قائلاً: 
| أحداث 2013 في مصر | لازم نكون متصورين أن ما يراد بمصر لن يتحقق إلا لو أستطاع الأعداء هزيمتنا نحن الجيش والشرطة ، وهناك مخططات لإيذاء الجيش على حدة ، والشرطة على حدة ، والجيش والشرطة معا ، ولابد أن يكون الحرص على البلد أكبر مننا جميعاً. وأضاف: أنتم تحملتم من أجل بلدكم الكثير، ويجب أن ننظر إلى مصر أولاً قبل أي شيء، لأننا لو اتكسرنا لن تقوم لمصر قائمة أبداً | أحداث 2013 في مصر |

. ووجَّه الفريق أول / عبد الفتاح السيسى، في نهاية اللقاء مبادرة لم شمل الأسرة المصرية بدعوة طوائف الشعب المصري من سياسيين وإعلاميين وفنانين ورياضيين للحضور يوم 12 ديسمبر 2012 إلى القرية الأوليمبية لقوات الدفاع الجوي للحوار للخروج من الأزمة الراهنة. إلا أن المتحدث باسم القوات المسلحة، أعلن في 11 ديسمبر 2012، أنه تم إرجاء محادثات الوحدة الوطنية، نظرا لردود الفعل التي لم تأت على المستوى المتوقع منها، ووجه الشكر لكل من تجاوب مع هذه الدعوة.

### تأسيس جبهة الإنقاذ الوطني (24 نوفمبر 2012)
في 24 نوفمبر 2012 أعلنت القوي الوطنية والديمقراطية بمقر الحزب المصري الديمقراطي تشكيل جبهة الإنقاذ الوطني ككيان جامع لكل القوى الرافضة للإعلان الدستوري الصادر في 22 نوفمبر، وقررت القوى رفضها الحوار مع رئيس الجمهورية قبل إسقاط الإعلان الدستوري ودعم الحشد الثوري في ميادين مصر ودعم الاعتصام السلمي للجماهير في موقفهم بالدفاع عن السلطة القضائية التي ألغاها الإعلان الدستوري. كان من حضور هذا الاجتماع محمد البرادعي، عمرو موسى، حمدين صباحي، السيد البدوي، عمرو حمزاوي، وحيد عبد المجيد، عبد الجليل مصطفى، سامح عاشور، سكينة فؤاد، سمير مرقس، نبيل زكي، منير فخري عبد النور، فؤاد بدرواي، عبد الغفار شكر، جورج إسحاق، كريمة الحفناوي، شادي الغزالي حرب، محمد سامي، حسين عبد الغني، أحمد البرعي، محمد أبو الغار، أحمد سعيد. فيما ضمت قائمة الأحزاب التي حضرت الاجتماع: الدستور، مصر القوية، التيار الشعبي، المصري الديمقراطي الاجتماعي، التحالف الشعبي الاشتراكي، التحالف الديمقراطي الثوري الذي يضم 10 أحزاب وحركات ثورية وتحالف الأحزاب الناصرية ومصر الحرية، الوفد، المصريين الأحرار، النقابة العامة للفلاحين، اتحاد الفلاحين المستقل، الجبهة الوطنية للنساء.

### أزمة مسودة الدستور (29 نوفمبر 2012)
في مساء يوم 29 نوفمبر 2012 أجري تصويت مفاجئ على مسودة الدستور التي أعدتها الجمعية التأسيسية بمجلس الشورى ونالت الموافقة، لتزداد بذلك تعقيدات الأزمة السياسية التي تفجرت على خلفية خلافات عميقة حول النص بين جماعة الإخوان المسلمين والأحزاب السلفية المتحالفة معها من جهة، وكل الأحزاب والحركات السياسية غير الإسلامية من جهة أخرى. وأدى هذا الخلاف إلى انسحاب كل ممثلي القوى المدنية (21 عضواً من إجمالي مئة إضافة إلى 7 أعضاء احتياطيين) من الجمعية. وفي 1 ديسمبر 2012 تسلم محمد مرسي مسودة الدستور النهائية من المستشار / حسام الغرياني، رئيس الجمعية التأسيسية للدستور، ووجّه الدعوة للناخبين للاستفتاء على الدستور يوم 15 ديسمبر 2012. في 8 ديسمبر أصدر محمد مرسي إعلاناً دستورياً يقضي إلغاء الإعلان الدستوري الصادر في 21 نوفمبر 2012، مع إبقاء ما ترتب عليه من آثار صحيحاً. في 25 ديسمبر 2012 أعلنت اللجنة العليا للانتخابات عن نتيجة الاستفتاء على الدستور، بموافقة نحو 63.8%، ورفض 36.2%. وقام محمد مرسى بعد إعلان النتيجة بالتوقيع على مرسوم إنفاذ الدستور الجديد.

### دعوة مرسي القوى السياسية للحوار (7 ديسمبر 2012)
في 7 ديسمبر 2012 أعلن محمد مرسي أن الخلاف الحاصل يجب أن يحلّ بالحوار وبالنزول على إرادة الشعب والأغلبية ودعا كل الرموز والأحزاب والقوى السياسية الوطنية وشباب الثورة إلى الاجتماع بمقر الرئاسة للحوار، بهدف التوصل إلى إجماع موحد.

## تسلسل الأحداث

### رفض القوى السياسية لدعوة مرسي (28 يناير)
في 28 يناير 2013 قررت جبهة الإنقاذ الوطني رفض دعوة الحوار التي أطلقها محمد مرسي. وأصدرت بياناً حملت فيه محمد مرسي المسؤولية الكاملة عن إراقة الدماء المصرية للشهداء والمصابين، وأكدت أن الإدارة الفاشلة للبلاد هي التي دفعته لهذا التعامل غير المسؤول مع الأزمة الحالية، وإلى فرض حالة الطوارئ على مدن القناة الباسلة، دون استنفاذ كافة وسائل الحوار والإدارة السياسية للأزمة. وأنها ترفض وسائل التهديد والترويع في خطاب الرئيس، وتمسكها بتشكيل حكومة إنقاذ أو وحدة وطنية وتشكيل لجنة لتعديل الدستور وإزالة آثار الإعلان الدستوري وإقالة النائب العام وتشكيل لجنة قضائية للتحقيق في سقوط الشهداء والمصابين وإخضاع جماعة الإخوان المسلمين للقانون، بعد أن أصبحت طرفا أصيلا في إدارة البلاد دون سند شرعي. وهددت الجبهة التي تقود أغلب أطياف المعارضة المصرية بإجراء انتخابات مبكرة في حالة عدم الاستجابة لمطالبها.

### وثيقة الأزهر الشريف (31 يناير)
في 31 يناير 2013 قام الأزهر الشريف برعاية وثيقة لنبذ العنف، في محاولة لإنهاء أعمال العنف، والالتزام بالحوار بين القوى السياسية المختلفة.
أكدت الوثيقة على حُرمَةِ الدِّماءِ والمُمتَلكاتِ الوَطَنيَّةِ العامَّةِ والخاصَّةِ، والتَّفرِقةُ بين العمَلِ السِّياسيِّ والعملِ التخريبي. وأن واجبِ الدولةِ ومُؤسَّساتِها الأمنيَّةِ حِمايةِ أمنِ المواطنينَ وسَلامتِهم وصِيانةِ حُقوقِهم وحُريَّاتِهم الدُّستوريَّةِ، والحِفاظِ على المُمتَلكاتِ العامَّةِ والخاصَّةِ، وضَرورةِ أنْ يَتِمَّ ذلك في إطارِ احترامِ القانونِ وحُقوقِ الإنسانِ دُونَ تجاوزٍ. ونبذ العُنفِ بكلِّ صُوَرِه وأشكالِه، وتجريمُه وطنيًّا، وتحريمُه دِينيًّا.

### تدشين حملة تمرد (28 أبريل)
دعت حركة كفاية في 28 أبريل إلى حملة شعبية لجمع 15 مليون توقيع تبدأ في 30 أبريل 2013 لسحب الثقة من محمد مرسى تحت شعار «تمرد». وذلك بسبب اتجاه جماعة الإخوان المسلمين نحو مشروع التمكن من الدولة. على أن تنتهي الحملة بمليونية في 30 يونيو يليها اعتصام أمام قصر الاتحادية. وكان من أبرز وجوه الحملة والمتحدث باسمها محمود بدر عضو اللجنة التنسيقية لحركة كفاية.

### حكم بطلان قانوني مجلس الشورى والجمعية التأسيسية (2 يونيو)
في 2 يونيو 2013 قضت المحكمة الدستورية العليا بعدم دستورية قانون مجلس الشورى وقانون معايير الجمعية التأسيسية لوضع الدستور وقانون الطوارئ. وبما أن الحكم صدر بعد إقرار دستور 2012 فقد بينت المحكمة أنه يتعين الأخذ بأحكام الدستور الجديد إعمالاً لنتيجة الاستفتاء، وأن القضاء بعدم دستورية النصوص المطعون فيها يستتبع بطلان المجلس الذي انتخب على أساسها منذ تكوينه إلا أنه يوقف أثر هذا البطلان صدور الدستور الجديد في ديسمبر 2012 والذي نص في المادة 230 علي أن يتولى مجلس الشورى القائم بتشكيله الحالي سلطة التشريع كاملة من تاريخ العمل بالدستور حتي انعقاد مجلس النواب الجديد، وعلى ذلك فيستمر مجلس الشورى في ممارسته سلطة التشريع على النحو المنصوص عليه في المادة 230 من الدستور حتي انعقاد مجلس النواب الجديد.

### دعوة الجيش القوى السياسية للحوار (23 يونيو)
في 23 يونيو 2012 وقبل لقاء منتظر مع محمد مرسي أعلن وزير الدفاع «وقتها» الفريق أول / عبد الفتاح السيسي خلال ندوة تثقيفية نظمتها القوات المسلحة بمسرح الجلاء: 
| أحداث 2013 في مصر | أن الجيش المصري لن يظل صامتا أمام انزلاق البلاد في صراع تصعب السيطرة عليه، وأن القوات المسلحة تجنبت خلال الفترة السابقة الدخول في المعترك السياسي إلا أن مسؤوليتها الوطنية والأخلاقية تجاه شعبها تحتم عليها التدخل لمنع انزلاق مصر في نفق مظلم من الصراع أو الاقتتال الداخلي، وطالب القوى السياسية بالتوافق والمصالحة الحقيقية قبل مظاهرات مرتقبة للمعارضة في 30 يونيو الجاري. وأن القوات المسلحة على وعى كامل بما يدور في الشأن العام الداخلي دون المشاركة أو التدخل لأن القوات المسلحة تعمل بتجرد وحياد تام، وولاء رجالها لمصر وشعبها العظيم. وأن القوات المسلحة تدعو الجميع دون أي مزايدات لإيجاد صيغة تفاهم وتوافق ومصالحة حقيقية لحماية مصر وشعبها ولدينا من الوقت أسبوع يمكن أن يتحقق خلاله الكثير، وهى دعوة متجردة إلا من حب الوطن وحاضرة ومستقبله | أحداث 2013 في مصر |

.

### تأسيس التحالف الوطني لدعم الشرعية (27 يونيو)
في 27 يونيو 2013 أعلن عن تدشين التحالف الوطني لدعم الشرعية، الذي يتكون من قوى إسلامية وأحزاب سياسية على رأسها حزب الحرية والعدالة، حزب البناء والتنمية، حزب العمل الجديد، حزب الفضيلة، حزب الإصلاح، حزب التوحيد العربي، الحزب الإسلامي، حزب الوطن، حزب الوسط.

### التظاهرات المعارضة لمرسي (30 يونيو)
بعد احتجاجات شعبية مستمرة في مصر ضد الرئيس محمد مرسي، خرجت مظاهرات يوم 30 يونيو 2013 في الذكرى السنوية الأولى لإنتخابات مرسي، خرج ملايين المتظاهرين في أنحاء مصر وطالبوا باستقالة فورية للرئيس، تحولت المظاهرات إلى العنف بعد أن كانت سلمية إلى حد كبير، قتل خمسة متظاهرين مناهضين لمرسي في اشتباكات وإطلاق نار، في الوقت نفسه، نظم أنصار مرسي اجتماعا حاشدا في مدينة نصر في القاهرة وادعت حركة تجرد المؤيدة لمرسي جمع 26 مليون توقيع مقارنة بحملة تمرد التي جمعت 22 مليون توقيع.
في صباح يوم الاثنين 1 يوليو هاجم المحتجين المناهضين لمرسي مقر جماعة الإخوان المسلمين في المقطم بالقاهرة ، أوقعت الاشتباكات عند المقر 10 قتلى.

### بيان القوات المسلحة (1 يوليو)
في عصر الاثنين 1 يوليو، أصدر القائد العام للقوات المسلحة عبد الفتاح السيسي بيانًا يمهل القوى السياسية مهلة مدتها 48 ساعة لتحمل أعباء الظرف التاريخي، وذكر البيان أنه في حال لم تتحقق مطالب الشعب خلال هذه المدة فإن القوات المسلحة ستعلن عن خارطة مستقبل وإجراءات تشرف على تنفيذها.
رد عليها الرئيس بخطاب يدافع فيه عن شرعيته .
في أعقاب ذلك، طالب كل من حزب النور السلفي والدعوة السلفية الرئيس محمد مرسي بالموافقة على إجراء انتخابات رئاسية مبكرة، وجاء في البيان تعبير عن الخشية من عودة الجيش للحياة العامة. وفي نفس اليوم استقال خمس وزراء من الحكومة المصرية تضامنًا مع مطالب المتظاهرين، واستقال مستشار الرئيس للشؤون العسكرية الفريق سامي عنان، الذي قال أن منصبه كان شرفيًا ولم يكلف بأي مهمة. وقدم 30 عضوًا في مجلس الشورى استقالاتهم. وذكرت وكالة الأنباء الرسمية أن محمد كامل عمرو وزير الخارجية قدم استقالته. وفي الليل، أصدر التحالف الوطني لدعم الشرعية بيانًا جاء فيه إعلان الرفض البات والمطلق محاولة «البعض استرداد هذا الجيش للانقضاض على الشرعية والانقلاب على الإرادة الشعبية». وقد أعلنت وزارة الداخلية في بيان لها تضامنها مع بيان القوات المسلحة مذكرة بأنها تقف على مسافة واحدة من جميع التيارات السياسية. وأسهم بيان الجيش في دفع مؤشرات البورصة المصرية.
وأصدرت الرئاسة المصرية بيانًا في الساعات الأولى من الثلاثاء 2 يوليو جاء فيه أن الرئاسة المصرية ترى أن بعض العبارات الواردة في بيان الجيش «تحمل من الدلالات ما يمكن أن يتسبب في حدوث إرباك للمشهد الوطني المركب». في وقت لاحق من الثلاثاء أصدرت محكمة النقض حكمًا ببطلان تعيين النائب العام طلعت عبد الله في منصبه، والذي عينه الرئيس السابق محمد مرسي فيه بعد أن قام بعزل عبد المجيد محمود.

### بيان القوات المسلحة (3 يوليو)
في مساء 3 يوليو في التاسعة مساءً، وبعد انتهاء المهلة التي منحتها القوات المسلحة للقوى السياسية، أعلن وزير الدفاع الفريق عبد الفتاح السيسي إنهاء حكم الرئيس محمد مرسي على أن يتولى رئيس المحكمة الدستورية العليا إدارة شئون البلاد لحين إجراء انتخابات رئاسية مبكرة، وعطّل العمل بالدستور وعقب البيان قام شيخ الأزهر أحمد الطيب بالقاء بيان عقبه بيان للبابا تواضروس الثاني بابا الإسكندرية ثم بيان للدكتور محمد البرادعي المفوض من قبل المعارضة المصرية.
أعلن السيسي خطة وفاق وطني بخارطة مستقبل من عدة نقاط كالتالي :
1. تشكيل حكومة كفاءات وطنية تتمتع بجميع الصلاحيات لادارة المرحلة الحالية.
2. تشكيل لجنة مراجعة التعديلات الدستورية على دستور 2012 .
3. مناشدة المحكمة الدستورية العليا اقرار قانون انتخابات مجلس النواب، والبدء في اجرائات الانتخابات.
4. اتخاذ اجرائات لتمكين ودمج الشباب في مؤسسات الدولة ليكونوا شركاء القرار في السلطة التنفيذية.
5. تشكيل لجنة عليا للمصالحة الوطنية تمثل مختلف التوجهات .
6. وضع ميثاق شرف اعلامي يكفل حرية الاعلام ويحقق القواعد المهنية والمصداقية.[90]

### الأحداث التالية لعزل مرسي (4 يوليو)
قطع بث وسائل الإعلام
فور إعلان البيان العسكري تم قطع جميع وسائل الإعلام الموالية لمحمد مرسي ومنها قناة الناس والرحمة والحافظ ومصر 25  كما ألقت قوات الشرطة العسكرية القبض علي اثنين من مذيعي قناة مصر 25 بينهم المذيع محمد جمال هلال ومدير المونتاج بالقناة وضيفين. كما اقتحمت أجهزة الأمن المصرية وأغلقت مكاتب وأستوديوهات قنوات «الجزيرة مباشر مصر»، «والإخبارية» و«الجزيرة الإنجليزية» وأوقفت أجهزة البث، واحتجزت أجهزة الأمن مدير قناة «الجزيرة مباشر مصر» ومدير مكتب «الجزيرة الإخبارية» بالقاهرة، مع عدد من العاملين، وأجبرت العاملين والضيوف في«الجزيرة مباشر مصر» على التوقف عن الكلام وإيقاف بث نقل صورة ميدان التحرير. كما انقطع بث «الجزيرة الإخبارية» و«الجزيرة مباشر مصر» على القمر الاصطناعي نايل سات.
احتجاز مرسي ومعاونيه
باشرت السلطات حملة اعتقالات في صفوف جماعة الإخوان المسلمين بعدما أطاح الجيش بمحمد مرسي الذي كان عضوا بارزا بالجماعة، اُحتُجِز محمد مرسي في القصر الرئاسي مع بقية فريقه بعد أن حدد الجيش المهلة، ثم عُزِل عن الفريق ونُقِل إلى مقر وزارة الدفاع بعد انتهائها واعتقل رئيس حزب الحرية والعدالة سعد الكتاتني والنائب الأول لمرشد العام لجماعة الإخوان المسلمين خيرت الشاطر ونائبه رشاد البيومي والمرشد العام السابق مهدي عاكف وأمين عام حزب الحرية والعدالة بالجيزة حلمي الجزار كما صدرت أوامر لاعتقال 300 عضو من الجماعة. واعتقلت السلطات كذلك إسلاميين آخرين بينهم حازم صلاح أبو إسماعيل. كما تواترت أنباء عن اعتقال المرشد العام للإخوان المسلمين محمد بديع، لكنه خرج في ميدان رابعة العدوية، وكذب إشاعات فراره أو إلقاء القبض عليه وحذّر من «تزييف وسائل الإعلام الكاذبة».
احتجاجات رافضة للعزل
منذ إعلان البيان العسكري في 3 يوليو خرجت العديد من المظاهرات في أنحاء مختلفة من مصر، وأصيب عشرات في اشتباكات بمحافظة الشرقية مسقط رأس محمد مرسي يوم الخميس 4 يوليو، وشُنّت هجمات أيضا في شبه جزيرة سيناء. فيما أعلن الجيش حالة الطوارئ القصوى في محافظتى السويس وجنوب سيناء،  فيما أغلقت السلطات معبر رفح الحدودي مع قطاع غزة يوم الجمعة بعد ساعات من هجمات شنها مسلحون إسلاميون على معسكر لقوات الأمن المركزي[ ؟ ] قرب رفح ومطار العريش القريب ونقاط تفتيش يقوم عليها الجيش والشرطة في المنطقة.
وخرجت مظاهرات يوم الجمعة تحت مسمى «جمعة الرفض»  احتجاجا على عزل الجيش للرئيس مرسي وتعيين رئيس المحكمة الدستورية رئيسا مؤقتا للبلاد.
تعيين رئيس مؤقت
في 4 يوليو أدى عدلي منصور رئيس المحكمة الدستورية العليا اليمين أمام الجمعية العمومية للمحكمة رئيسا مؤقتا لمصر، وفي اليوم التالي أصدر قرارا بتعيين كل من المستشار علي عوض محمد صالح مستشارا دستوريا له والدكتور مصطفى حجازي مستشارا سياسيا. وفي تطور جديد للأحداث، أعلن المستشار عبد المجيد محمود النائب العام، الذي عاد إلى منصبه بعد إقالة النائب العام السابق طلعت عبد الله بحكم قضائي، اعتزامه التقدم بطلب إلى مجلس القضاء الأعلى[ ؟ ] للعودة إلى منصة القضاء معتذرا عن عدم استمراره في منصبه.

### بيان شيخ الأزهر (25 يوليو)
في 25 يوليو 2013 طالب شيخ الأزهر الدكتور أحمد الطيب في كلمة مسجلة بثها التلفزيون المصري المصريين بالحرص على السلمية في التعبير عن الرأي خلال مظاهراتهم. ودعا إلى جمع الصف وتوحيد الكلمة وإصلاح ذات البين، وقال: "تنبهوا لما يحاك لكم ولوطنكم، وهبوا لإنقاذ مصر مما يتربص بها، وتحملوا مسؤوليتكم أمام التاريخ". وإن الأزهر يثق أن دعوة القوات المسلحة المواطنين للنزول تهدف للقضاء على جميع أشكال العنف والإرهاب التي تكاد تحرق كل مكتسبات ثورة يناير التي لا تزال تبهر العالم بسلميتها".

## معرض صور

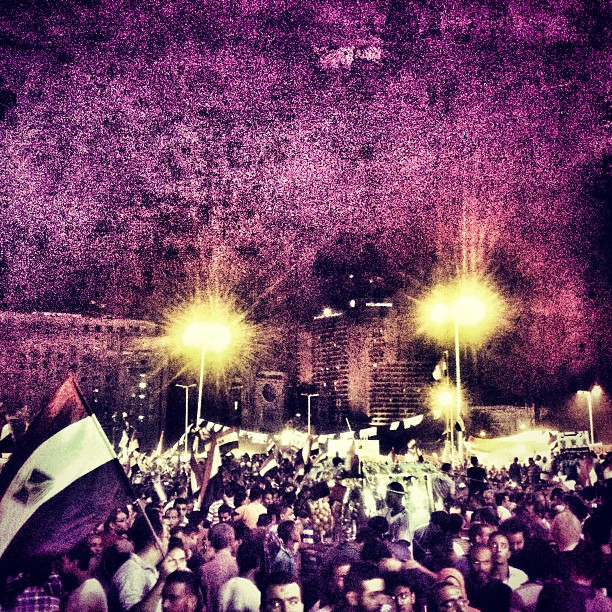
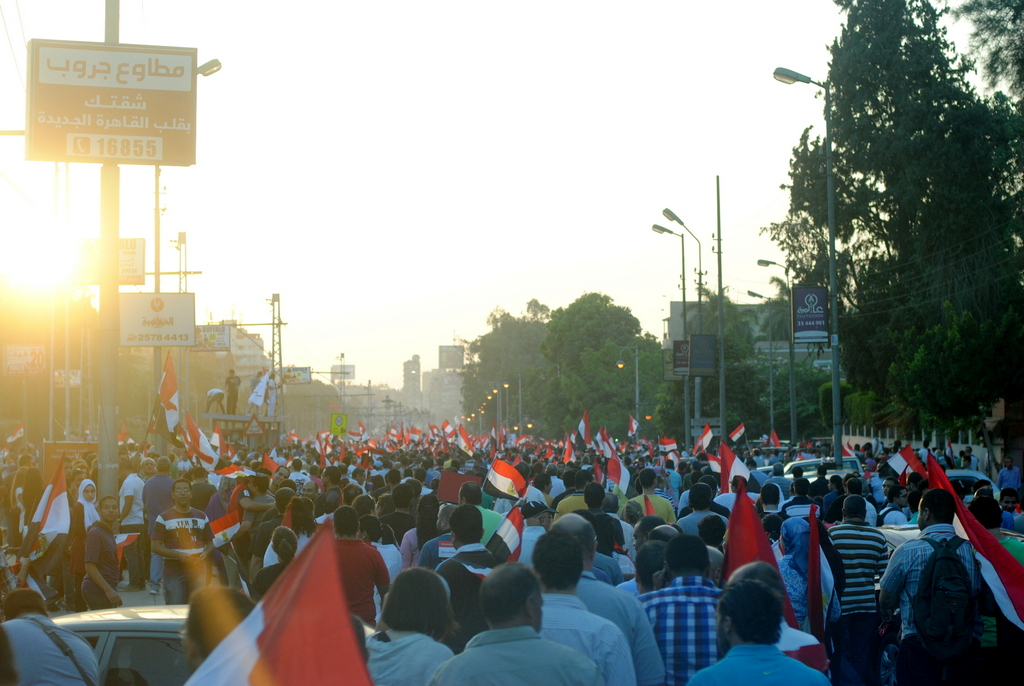
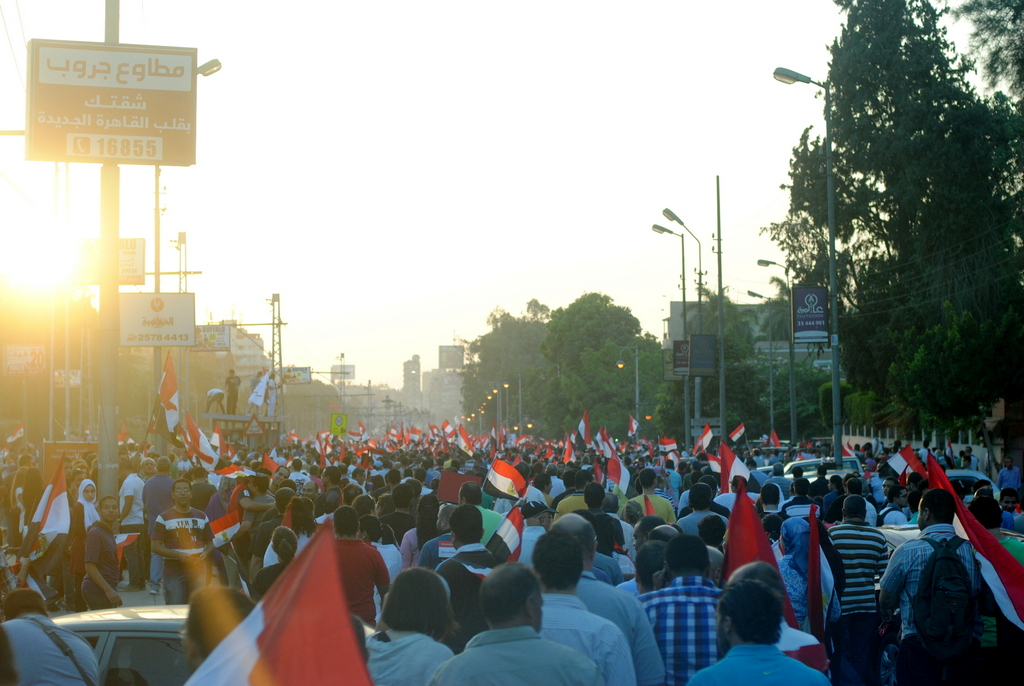
مظاهرات ضد مرسى في القاهرة
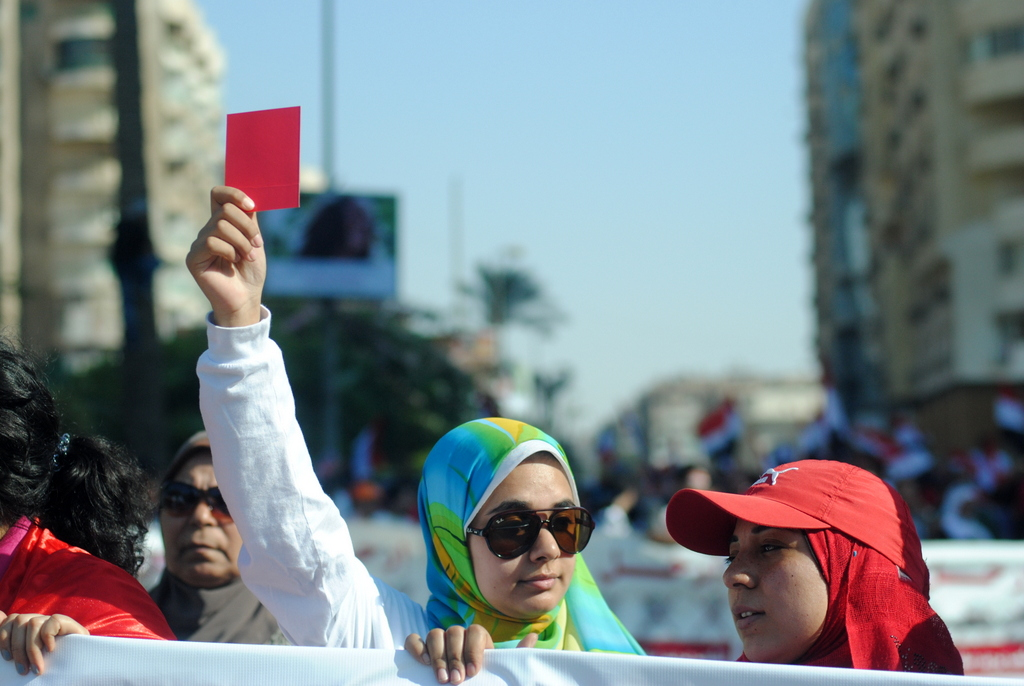
متظاهره ترفع الكارت الأحمر لمرسي في مظاهرات 30 يونيو 2013
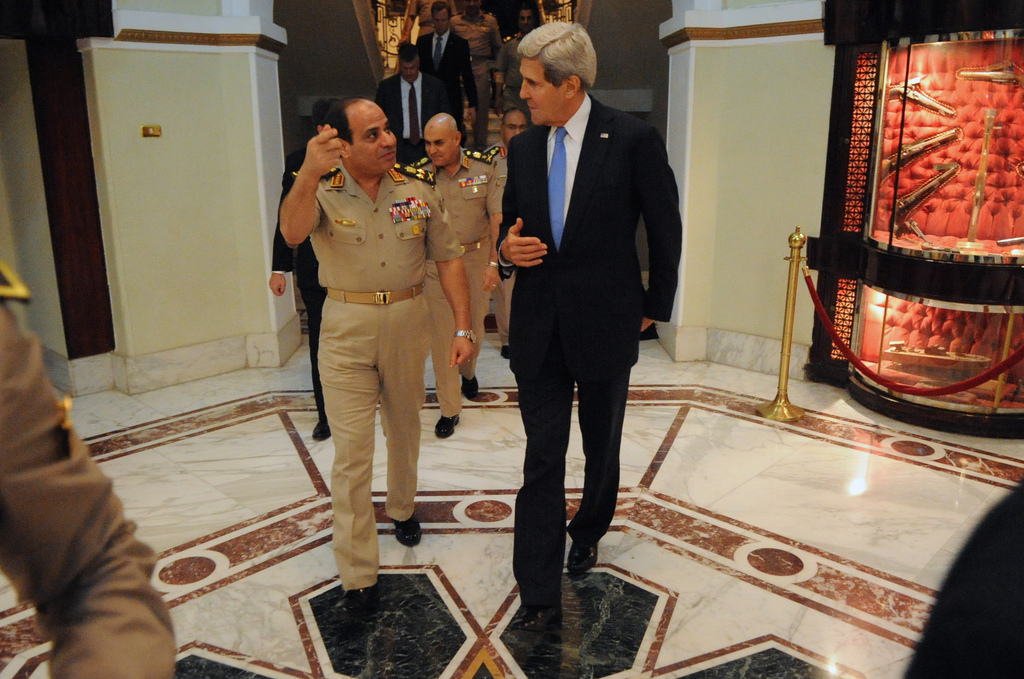
لقاء جون كيري بعبد الفتاح السيسي
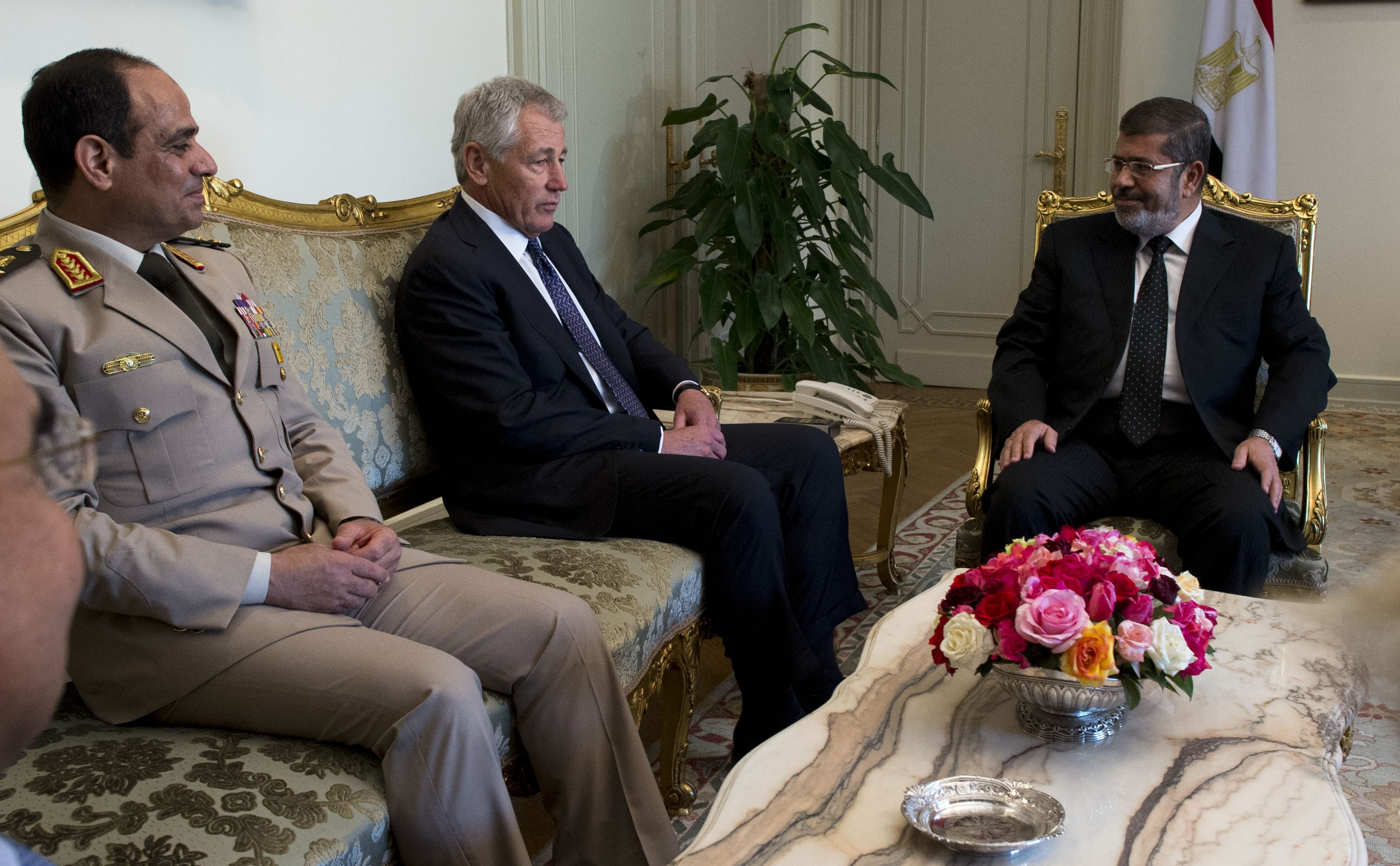
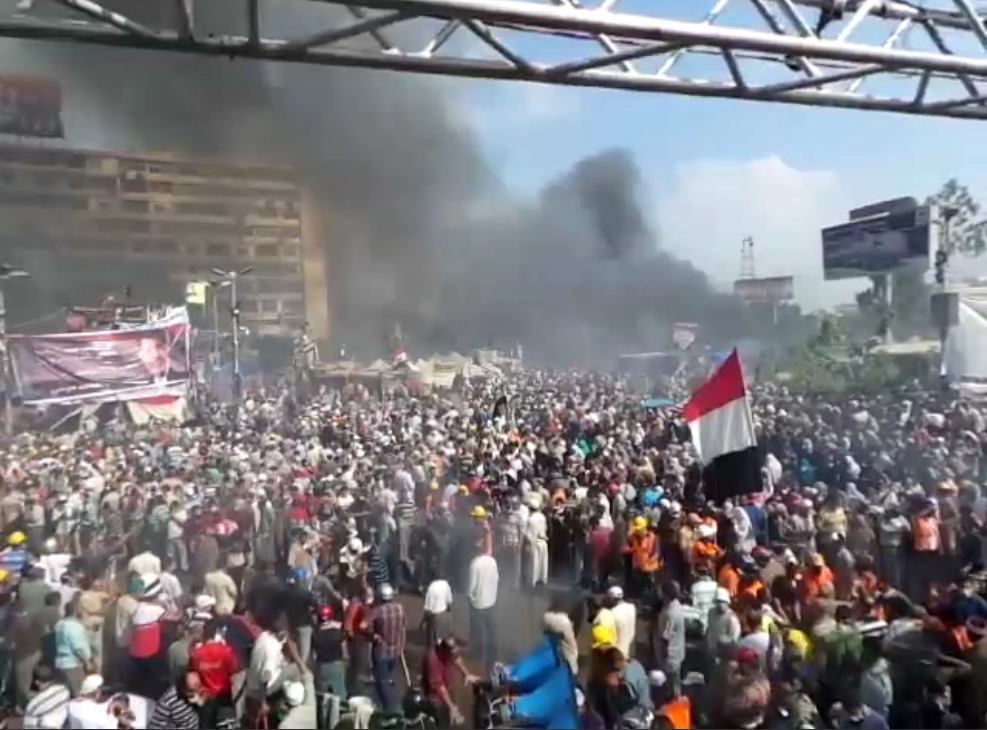
فض اعتصام رابعة العدوية
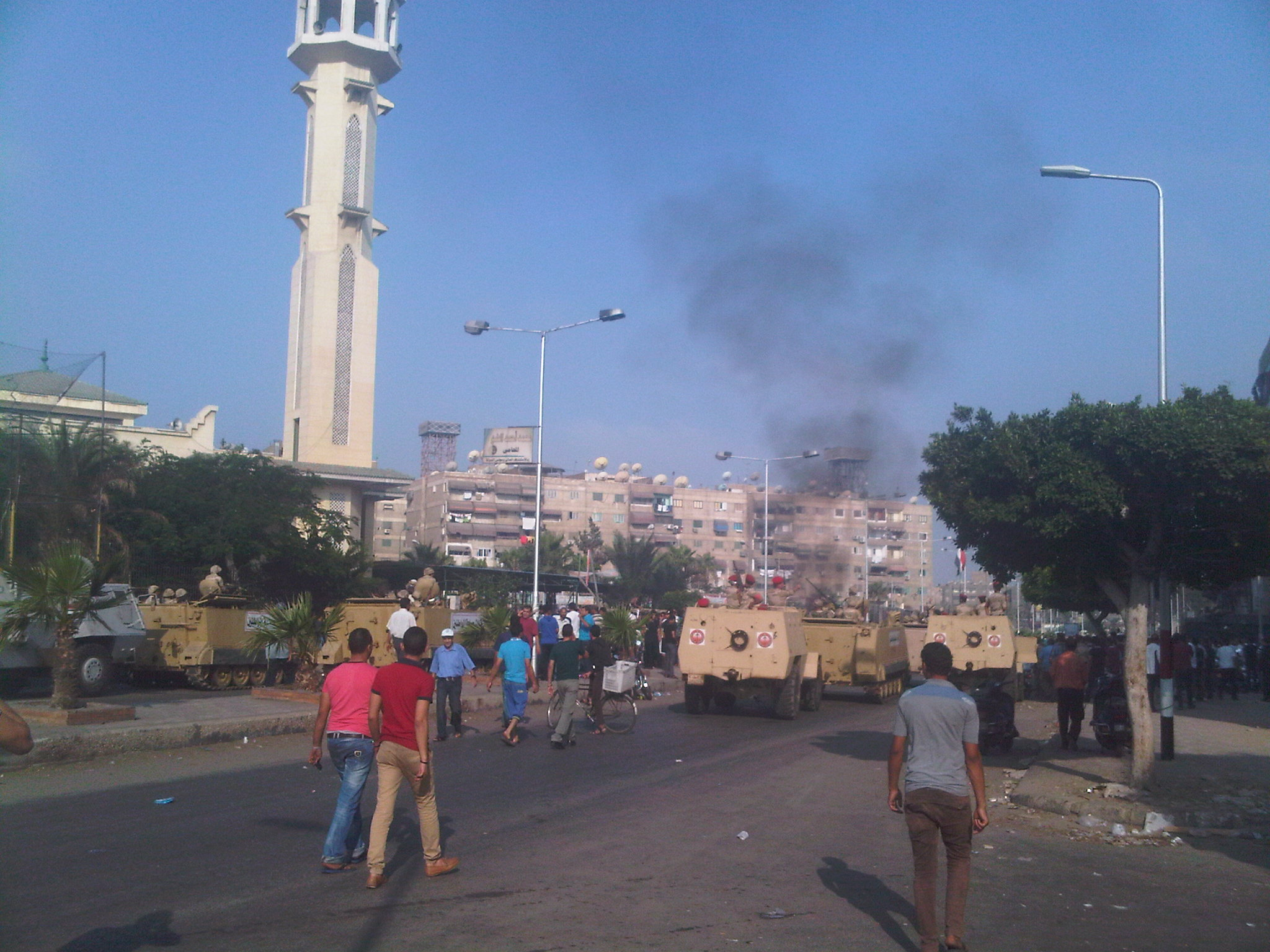
حرق منصة أمام جامع رئيسي في بورسعيد
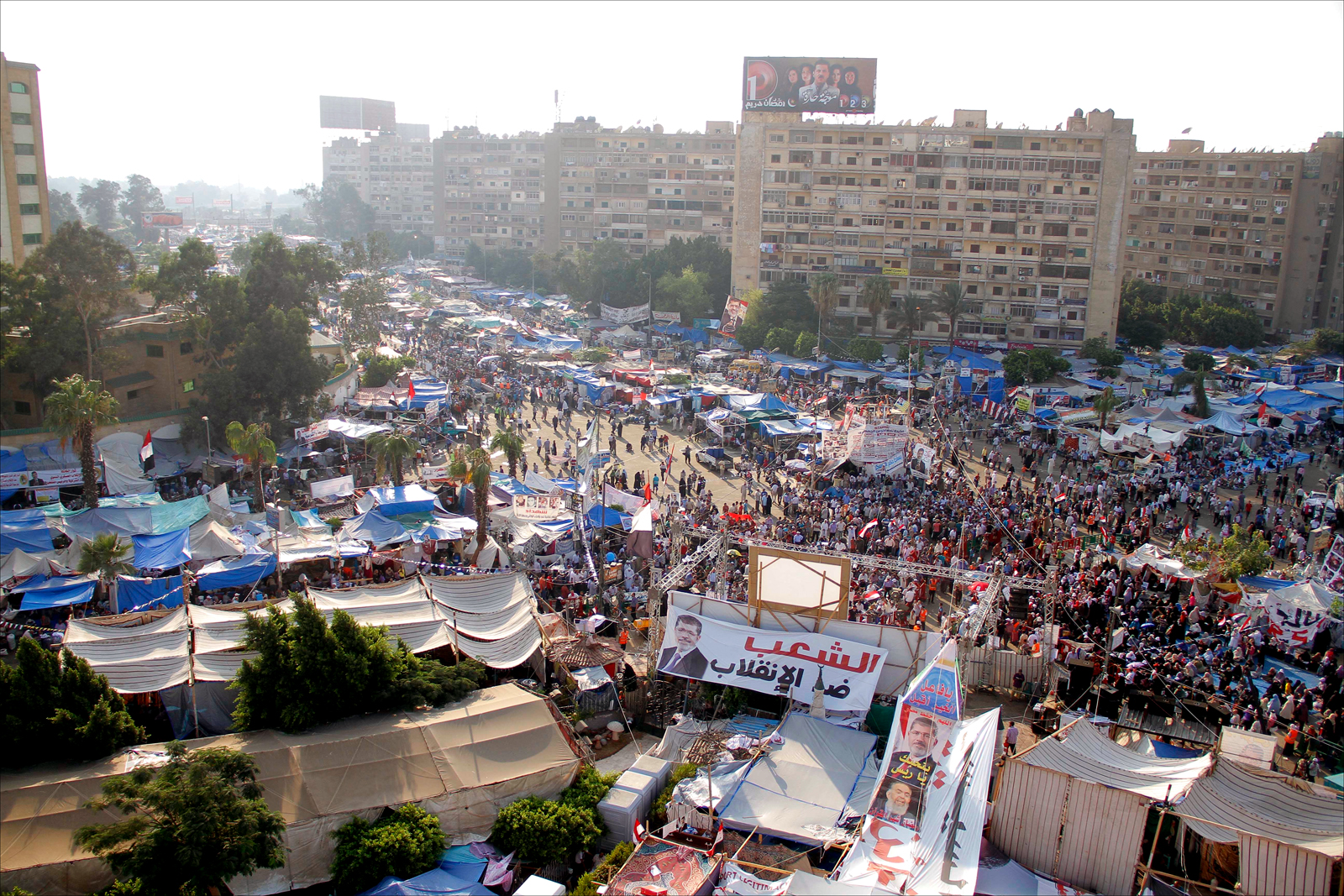